# گوژلین گورنه
گوژلین گورنه (به لاتین: Goźlin Górny) یک روستا در لهستان است که در گمینا ویلگا واقع شده‌است.